# Robin van Persie
Robin van Persie (* 6. August 1983 in Rotterdam, Niederlande) ist ein ehemaliger niederländischer Fußballspieler und heutiger -trainer. Der Stürmer spielte in seinem Heimatland, in der Türkei sowie in England und 102-mal für die niederländische A-Nationalmannschaft. Er ist mit 50 A-Länderspieltoren niederländischer Rekordtorschütze der Männer. Aktuell ist er der Trainer von Feyenoord Rotterdam. 

## Leben
Er kam 1983 als Sohn eines Bildhauers und einer Malerin bzw. Designerin im südholländischen Rotterdam auf die Welt. Dort wuchs er auf und galt als Schulverweigerer.
Robin van Persie ist mit der Marokkanerin Bouchra verheiratet. Sie bekamen im November 2006 einen Sohn und im Oktober 2009 eine Tochter.

## Karriere

### Vereine
Seine Karriere begann van Persie in der Jugend von Excelsior Rotterdam. Später wechselte der Stürmer mit 13 Jahren zum Lokalrivalen Feyenoord Rotterdam, wo er später in den Wintermonaten 2002 sein Ligaprofi- und Europapokaldebüt gab. Mit Feyenoord gewann er im Mai 2002 den UEFA-Pokal und damit wurde er mit 18 Jahren und 275 Tagen zum jüngsten UEFA-Pokalsieger der Europapokal-Geschichte, seitdem das Finale einfach ausgetragen wird. In der Folgesaison 2002/03 trug er im KNVB-Pokalwettbewerb mit seinen erzielten Toren entscheidend zum Einzug ins Viertelfinale und später auch ins Halbfinale bei, wobei er unter anderem im Pokal-Achtelfinale innerhalb von 19 Spielminuten fünf Tore hintereinander erzielte. Nachher erreichte er mit seinem Verein das Pokalfinale und unterlagen dort dem Gegner FC Utrecht.
In der Saison 2004/05 wechselte van Persie in die Premier League zum FC Arsenal. Sein Debüt für den Verein gab er beim 3:1-Sieg im Community Shield gegen Manchester United. Am 21. Januar 2007 brach er sich in der Partie gegen Manchester United während des Torjubels den Mittelfuß und fiel bis zum Saisonende aus. Bis zu diesem Zeitpunkt hatte er in der Saison 2006/07 in 17 Ligaspielen 11 Tore erzielt, womit er zum Top-Scorer des FC Arsenal avancierte. In den folgenden Jahren wurde van Persie vom Verletzungspech verfolgt. Er verlor unter anderem seinen Stammplatz in der Saison 2007/08 an Eduardo. In der Saison 2008/09 erlangte van Persie durch eine schwere Verletzung von Eduardo seinen Stammplatz wieder und erzielte, auch wegen einer monatelangen Verletzung von Cesc Fàbregas, mit 19 Toren und 14 Vorlagen in allen Wettbewerben die meisten Scorer-Punkte der Mannschaft und wurde von Fans daraufhin zum Arsenal-Spieler des Jahres gewählt. In die Saison 2009/10 startete van Persie mit 12 Pflichtspieltreffern in 16 Partien. Diesem Formhoch wurde mit einem schweren Bänderriss in einem Testspiel gegen Italien im November 2009 ein Ende gesetzt. Er fiel für fünf Monate aus und konnte nach der Verletzung nicht mehr entscheidend zur Saison beitragen. Arsenal gewann keinen Titel; bis zu Nicklas Bendtners Genesung gab es keinen Ersatz für van Persie und Andrei Arschawin musste teilweise auf der Mittelstürmerposition spielen.
In der Spielzeit 2010/11 bekam Robin van Persie die Trikotnummer 10 und trat somit die Nachfolge des Landsmanns Dennis Bergkamp an. Er erzielte 21 Pflichtspieltreffer, davon 18 in der Premier League, womit er den dritten Platz in der Torschützenliste hinter Dimitar Berbatow und Carlos Tévez belegte. Nach dem Abgang von Cesc Fàbregas in der Sommerpause 2011 zum FC Barcelona wurde van Persie von Trainer Arsène Wenger zum neuen Mannschaftskapitän ernannt. Am 24. September 2011 erzielte er beim 3:0-Sieg gegen die Bolton Wanderers sein 100. Pflichtspieltor für Arsenal. Am 29. Oktober des Jahres schoss er einen Hattrick beim 5:3-Erfolg gegen den FC Chelsea. Im April 2012 wurde van Persie sowohl bei der Wahl der Profi-Vertretung PFA (Professional Footballers Association), die unter den englischen Fußballprofis durchgeführt wird, als auch von den englischen Fußball-Journalisten der FWA (Football Writers’ Association Footballer of the Year) zum Spieler des Jahres in England gewählt. Am Ende der Saison wurde van Persie mit 30 Treffern Torschützenkönig der Premier League. Im Juli 2012 gab van Persie bekannt, seinen zum 30. Juni 2013 auslaufenden Vertrag mit Arsenal nicht zu verlängern. Um noch eine Ablösesumme einnehmen zu können, war der FC Arsenal bereit, den Kapitän des Teams ziehen zu lassen.
Am 15. August 2012 einigte man sich schließlich mit dem Ligakonkurrenten Manchester United auf einen Transfer des Stürmers. Zwei Tage später wurde der Transfer nach erfolgreich bestandener medizinischer Untersuchung endgültig vollzogen und van Persie unterschrieb einen Vierjahresvertrag. Englischen Medienberichten zufolge soll die an Arsenal gezahlte Ablösesumme umgerechnet 29 Mio. Euro betragen haben und van Persie soll ein Gehalt von 250.000 Euro pro Woche erhalten haben. Am 20. August 2012 bestritt er bei der 0:1-Niederlage gegen den FC Everton am ersten Spieltag der Saison 2012/13 sein erstes Pflichtspiel für die Red Devils. Am 2. September 2012 schoss er seinen ersten Hattrick für Manchester United gegen den FC Southampton. Van Persie trug mit 25 Saisontreffern zum Meistertitel von Manchester bei und wurde zum zweiten Mal in Folge Torschützenkönig. Am 19. März 2014 erzielte er einen Hattrick beim 3:0-Sieg über Olympiakos Piräus und sicherte damit Manchester United den Einzug ins Viertelfinale der Champions League.
Im Juli 2015 verpflichtete Fenerbahçe Istanbul van Persie. Mit dem Verein wurde er 2016 Vize-Meister und stand zudem im türkischen Pokalfinale, in dem der Verein dem Erzrivalen Galatasaray Istanbul unterlag. Im November 2016 führte van Persie in der Ligabegegnung des Interkontinentalen Derbys seine Mannschaft gegen den Erzrivalen Galatasaray mit seinen beiden Toren zum 2:0-Derbysieg. Mit seinen erzielten Toren gegen den Erzrivalen wurde er gemäß Fenerbahçe-Mythologie zu einem „… richtigen Fenerbahçe-Spieler“. Nach insgesamt zweieinhalb Jahren in der Türkei kehrte er im Januar 2018 zu Feyenoord Rotterdam zurück. Mit seinem Jugendverein gewann van Persie zum Ende der Saison 2017/18 den KNVB-Pokal. Am 25. Oktober 2018 kündigte van Persie an, sich zum Ende der Saison 2018/19 vom aktiven Fußball zurückzuziehen. Am 12. Mai 2019 bestritt Robin van Persie nach 18 Jahren das letzte Spiel seiner Profikarriere. Feyenoord unterlag im Heimspiel gegen ADO Den Haag mit 0:2 und van Persie stand in der Startaufstellung. In der Nachspielzeit wurde er ausgewechselt und verließ den Platz im De Kuip unter frenetischem Beifall der Fans.

### Nationalmannschaft

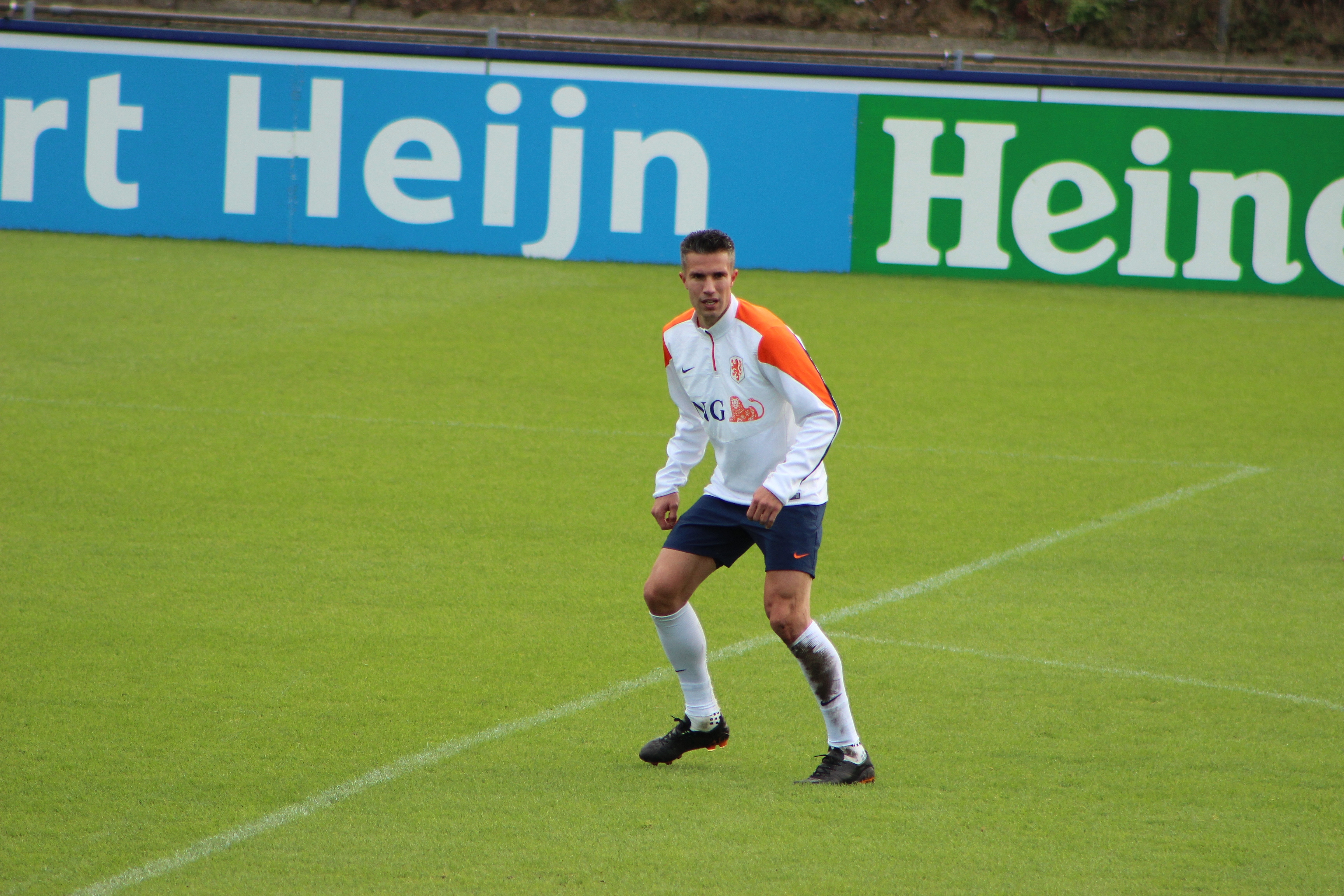
van Persie bei der Nationalelf

In der niederländischen Nationalmannschaft debütierte Robin van Persie am 4. Juni 2005 gegen Rumänien (2:0), als er in der 64. Minute für Ruud van Nistelrooy eingewechselt wurde. Bei seinem zweiten Länderspieleinsatz gegen Finnland erzielte er sein erstes Tor in der Nationalmannschaft. Bei der Fußball-Weltmeisterschaft 2006 war er Stammspieler und erzielte ein Tor; auch bei der Europameisterschaft 2008 gehörte er zum Kader der Elftal, wurde in allen vier Spielen eingesetzt und erzielte zwei Tore.
Bei der Fußball-Weltmeisterschaft 2010 war van Persie als Mittelstürmer gesetzt, konnte aber nur ein Tor im Wettbewerb erzielen. Trotz der ungewohnt defensiven Spielweise der niederländischen Nationalmannschaft konnte sie ins Finale einziehen, in welchem van Persie in der Startelf stand. Sie verlor allerdings mit 0:1 nach Verlängerung durch ein Tor von Andrés Iniesta.
Am 2. September 2011 erzielte er gegen San Marino beim 11:0-Rekordsieg der Niederländer in der EM-Qualifikation vier Treffer. Seit dem 11. Oktober 2013 ist er der alleinige Rekordtorschütze der Niederlande. Beim 8:1-Sieg im Qualifikationsspiel gegen Ungarn erzielte er drei Treffer und überholte somit den bisherigen Rekordhalter Patrick Kluivert.
Bei der Weltmeisterschaft 2014 erzielte er beim 5:1 gegen Titelverteidiger Spanien zwei Tore. Am 10. Oktober 2015 wurde er im EM-Qualifikationsspiel gegen Kasachstan zu seinem 100. Länderspiel eingewechselt. Drei Tage später wurde er gegen Tschechien beim Stand vom 0:2 ebenfalls eingewechselt und sorgte zunächst mit einem Eigentor für das zwischenzeitliche 0:3, erzielte aber mit dem Tor zum 2:3-Endstand sein 50. und letztes Länderspieltor.

## Nach der aktiven Karriere
Anfang März 2020 kehrte van Persie zu Feyenoord zurück und wurde unter Cheftrainer Dick Advocaat als Stürmertrainer angestellt.
Im Juli 2024 trat er beim SC Heerenveen seinen ersten Job als Cheftrainer an. Im Februar 2025 wechselte er in gleicher Funktion zu Feyenoord Rotterdam und unterschrieb dort einen Vertrag bis 2027.

## Erfolge / Titel
- Als Nationalspieler
  - Vize-Weltmeister: 2010
  - Dritter der Weltmeisterschaft: 2014

- Mit seinen Vereinen
  - UEFA-Pokalsieger: 2002
  - Englischer Meister: 2013
  - FA-Cup-Sieger: 2005
  - Community-Shield-Sieger: 2004, 2013
  - KNVB-Pokal: 2018

## Persönliche Ehrungen
- Fußball-Talent des Jahres der Niederlande: 2003
- Englands Fußballer des Jahres: 2012 (FWA, PFA, Fan-Wahl)
- Englands Fußballer des Monats: November 2005, Oktober 2009, Oktober 2011
- PFA Team of the Year: 2011/12, 2012/13
- Torschützenkönig der Premier League: 2011/12, 2012/13
- Sir Matt Busby Spieler des Jahres: 2013

## Saisonstatistik
| Verein              | Liga            | Saison          | Liga   | Liga | Nat. Pokal | Nat. Pokal | Ligapokal | Ligapokal | Europapokal | Europapokal | Andere | Andere | Gesamt | Gesamt |
| Verein              | Liga            | Saison          | Spiele | Tore | Spiele     | Tore       | Spiele    | Tore      | Spiele      | Tore        | Spiele | Tore   | Spiele | Tore   |
| ------------------- | --------------- | --------------- | ------ | ---- | ---------- | ---------- | --------- | --------- | ----------- | ----------- | ------ | ------ | ------ | ------ |
| Feyenoord Rotterdam | Eredivisie      | 2001/02         | 10     | 0    | –          | –          | –         | –         | 7           | 0           | –      | –      | 17     | 0      |
| Feyenoord Rotterdam | Eredivisie      | 2002/03         | 23     | 9    | 3          | 7          | –         | –         | 2           | 0           | –      | –      | 28     | 16     |
| Feyenoord Rotterdam | Eredivisie      | 2003/04         | 28     | 6    | 2          | 0          | –         | –         | 3           | 0           | –      | –      | 33     | 6      |
| Gesamt              | Gesamt          | Gesamt          | 61     | 15   | 5          | 7          | –         | –         | 12          | 0           | –      | –      | 78     | 22     |
| FC Arsenal          | Premier League  | 2004/05         | 26     | 5    | 5          | 3          | 3         | 1         | 6           | 1           | 1      | 0      | 41     | 10     |
| FC Arsenal          | Premier League  | 2005/06         | 24     | 5    | 2          | 0          | 4         | 4         | 7           | 2           | 1      | 0      | 38     | 11     |
| FC Arsenal          | Premier League  | 2006/07         | 22     | 11   | 1          | 0          | –         | –         | 8           | 2           | –      | –      | 31     | 13     |
| FC Arsenal          | Premier League  | 2007/08         | 15     | 7    | –          | –          | 1         | 0         | 7           | 2           | –      | –      | 23     | 9      |
| FC Arsenal          | Premier League  | 2008/09         | 28     | 11   | 6          | 4          | –         | –         | 10          | 5           | –      | –      | 44     | 20     |
| FC Arsenal          | Premier League  | 2009/10         | 16     | 9    | –          | –          | –         | –         | 3           | 1           | –      | –      | 19     | 10     |
| FC Arsenal          | Premier League  | 2010/11         | 25     | 18   | 2          | 1          | 3         | 1         | 3           | 2           | –      | –      | 33     | 22     |
| FC Arsenal          | Premier League  | 2011/12         | 38     | 30   | 2          | 2          | –         | –         | 8           | 5           | –      | –      | 48     | 37     |
| Gesamt              | Gesamt          | Gesamt          | 194    | 96   | 18         | 10         | 11        | 6         | 52          | 20          | 2      | 0      | 277    | 132    |
| Manchester United   | Premier League  | 2012/13         | 38     | 26   | 4          | 1          | –         | –         | 6           | 3           | –      | –      | 48     | 30     |
| Manchester United   | Premier League  | 2013/14         | 21     | 12   | –          | –          | –         | –         | 6           | 4           | 1      | 2      | 28     | 18     |
| Manchester United   | Premier League  | 2014/15         | 27     | 10   | 2          | 0          | –         | –         | –           | –           | –      | –      | 29     | 10     |
| Gesamt              | Gesamt          | Gesamt          | 86     | 48   | 6          | 1          | –         | –         | 12          | 7           | 1      | 2      | 105    | 58     |
| Fenerbahçe Istanbul | Süper Lig       | 2015/16         | 31     | 16   | 5          | 5          | –         | –         | 12          | 1           | –      | –      | 48     | 22     |
| Fenerbahçe Istanbul | Süper Lig       | 2016/17         | 24     | 9    | 4          | 4          | –         | –         | 7           | 1           | -      | -      | 35     | 14     |
| Fenerbahçe Istanbul | Süper Lig       | 2017/18         | 2      | 0    | –          | –          | –         | –         | 2           | 0           | –      | –      | 4      | 0      |
| Gesamt              | Gesamt          | Gesamt          | 57     | 25   | 9          | 9          | –         | –         | 21          | 2           | -      | -      | 87     | 36     |
| Feyenoord Rotterdam | Eredivisie      | 2017/18         | 12     | 5    | 2          | 2          | –         | –         | –           | –           | 1      | 0      | 15     | 7      |
| Feyenoord Rotterdam | Eredivisie      | 2018/19         | 25     | 16   | 4          | 2          | –         | –         | 1           | 0           | 1      | 0      | 31     | 18     |
| Gesamt              | Gesamt          | Gesamt          | 37     | 21   | 6          | 4          | –         | –         | 1           | 0           | 2      | 0      | 46     | 25     |
| Karriere Gesamt     | Karriere Gesamt | Karriere Gesamt | 434    | 204  | 42         | 31         | 11        | 6         | 96          | 29          | 7      | 2      | 588    | 271    |

(Stand: Karriereende)